# Trachelium caeruleum
Trachelium caeruleum, també conegut popularment en català com a setge blau, agulletes de font, campaneta traqueli, cirerets, favera negra, flor de sant Joan o orogal és una espècie de planta amb flors de la família Campanulaceae.
És originària de la conca del Mediterrani. La seva distribució nativa inclou Algèria, el Marroc, Portugal, Espanya i Sicília . També s'ha naturalitzat en algunes zones, com ara Nova Zelanda, les Açores i parts de l'Europa continental.
Creixent fins als  120 cm d'alçada i 30 cm d'ample, és una planta herbàcia perenne erecta de base llenyosa, amb fulles ovalades o en forma de cor. Produeix denses inflorescències umbel·lades de color violeta entre els mesos de juny i agost.
Aquestes inflorescències que poden arribar als 10cm de diàmetre estan compostes per petites flors amb peduncle, formades per 5 pètals i curts estams. En sobresurt un estil molt llarg que conté dos estigmes al final.
Sol créixer en marges de pedra seca humits, zones rocoses i sòls calcaris.